# Calodesma amica
Calodesma amica är en fjärilsart som beskrevs av Stoll 1781. Calodesma amica ingår i släktet Calodesma och familjen björnspinnare. Inga underarter finns listade i Catalogue of Life.

## Bildgalleri

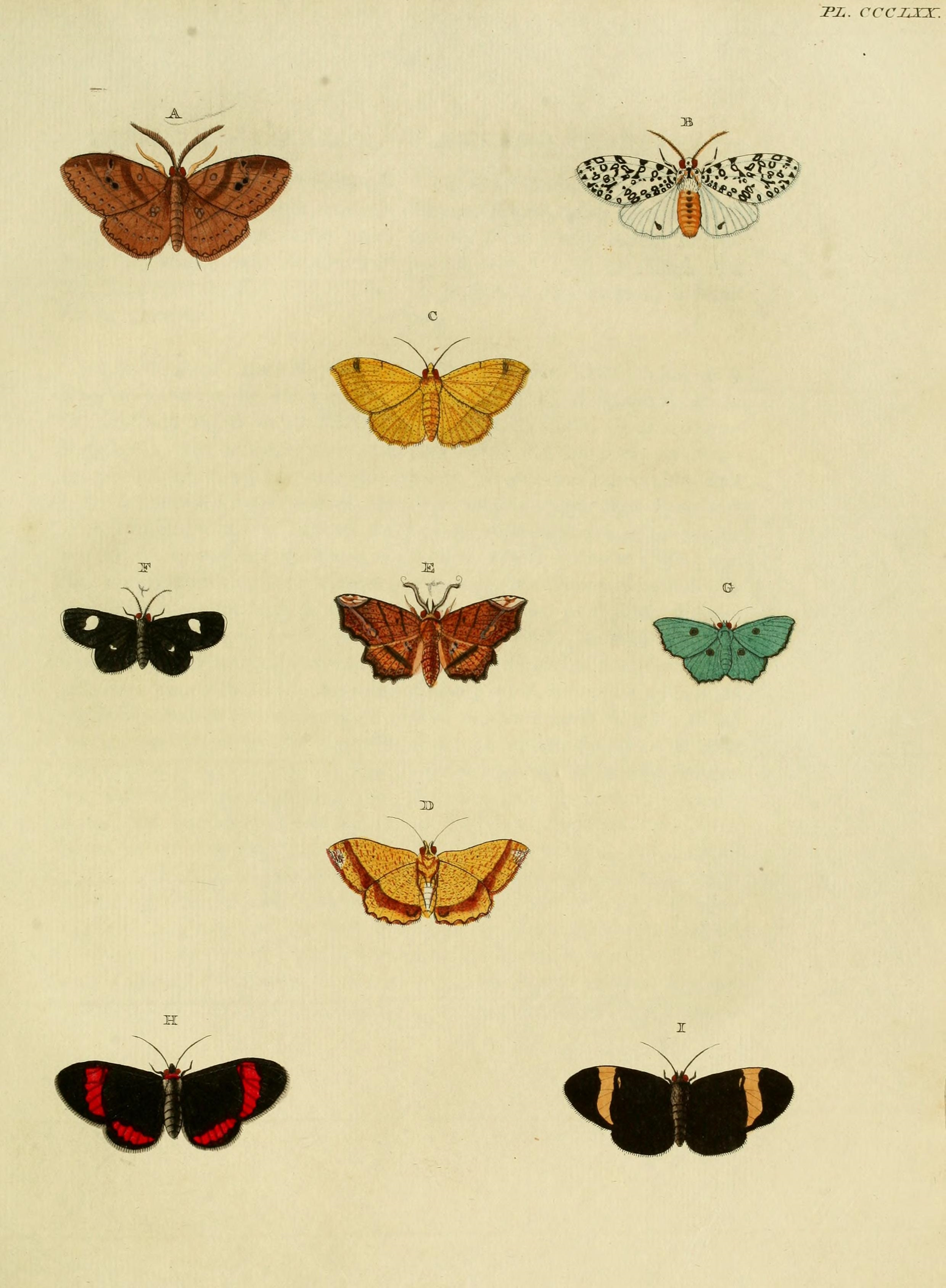